# Chloronycta tybo
Chloronycta tybo is een vlinder uit de familie van de uilen (Noctuidae). De wetenschappelijke naam is als Moma tybo van de soort is voor het eerst geldig gepubliceerd in 1904 door Barnes.